# Hospital de Cruces
El Hospital Universitario de Cruces (en euskera y cooficialmente: Gurutzetako Unibertsitate Ospitalea), anteriormente denominado Hospital de Cruces, está situado en el distrito de Cruces del municipio de Baracaldo, (Vizcaya) España. Es el centro sanitario más grande y concurrido del País Vasco.
Es uno de los hospitales de Osakidetza-Servicio Vasco de Salud que da servicio al propio municipio de Baracaldo, las márgenes izquierda y derecha de la ría del Nervión incluyendo la villa de Bilbao, y a las comarcas/zonas de Uribe, Zona Minera y Encartaciones. Es además hospital de referencia regional en Cirugía Cardíaca Infantil, Trasplante Renal, Trasplante Hepático y Grandes Quemados. Según un informe del Instituto Coordenadas de Gobernanza y Economía Aplicada, publicado en 2022, es el mejor hospital del País Vasco.

## Historia
El hospital diseñado por el arquitecto Martín José Marcide Odriozola, fue denominado en sus inicios Residencia Sanitaria Enrique Sotomayor. Abrió sus puertas a principios de julio de 1955, en el ámbito del Seguro Obligatorio de Enfermedad, con un plan económico de 12 millones de pesetas y con 350 camas abiertas de las 650 inicialmente previstas. Contaba con las especialidades de Cirugía General, O.R.L., Oftalmología, Traumatología, Urología, Pediatría, Ginecología y Tocología.

### 1955
20 de julio: Comienzo de la actividad asistencial con una paciente diagnosticada de apendicitis. 

### 1971-1980
Termina la construcción del Hospital Infantil y la Clínica Maternal. La residencia sanitaria cambia su estatus por el de Ciudad Sanitaria, gracias a la apertura de la Clínica de Traumatología y Rehabilitación, que completan sus servicios. Alcanza las 1.500 camas. Comienza la construcción de la 3.ª Fase de Ampliación:
1. Pabellón de Servicios, ubicado en la parte delantera del centro (hoy desaparecido) y actualmente situado en la parte trasera del hospital.
2. Pabellón de Dirección y Docencia, situado en la parte trasera.
3. Pabellón de Anatomía Patológica, laboratorios y microbiología.

Se crea la Unidad de Grandes Quemados (1972). 
Se realiza la primera intervención de cirugía cardíaca con soporte circulatorio extracorpóreo (1974).
El 6 de julio de 1979 se realizó el primer trasplante renal.

### 1981-1990
Se realiza el primer trasplante de córnea (1982). 
Se pone en marcha el servicio de Hospitalización a Domicilio (1983). 
El INSALUD pone en marcha el Plan de Humanización en los hospitales y regula los Derechos y Deberes de los Pacientes. El plan da lugar a la creación del Servicio de Atención al Paciente (1984). 
En julio de 1985, nace el primer bebé probeta de la sanidad pública española. Pesa 2,6 kilogramos. 
El 1 de enero de 1988, el Osakidetza-Servicio Vasco de Salud sustituye al INSALUD como proveedor de servicios sanitarios en el País Vasco.

### 1991-2000
Se realiza por primera vez en Europa una intervención de autotrasplante de válvula cardíaca (1991). 
Nuevas dotaciones se unen al servicio de Hospitalización a Domicilio para potenciar las alternativas de la hospitalización tradicional: El Hospital de Día Quirúrgico, la Unidad de Corta Estancia y el Hospital de Día Médico (1992).
Se inauguran nuevas Urgencias Médico-Quirúrgicas, Traumatológicas y Pediátricas, (1993).
En diciembre de 1995 el servicio de Hematología-Hemoterapia realiza el primer trasplante de progenitores hematopoyéticos.
El 2 de febrero de 1996, se realiza el primer trasplante de hígado en el centro.

## Servicios

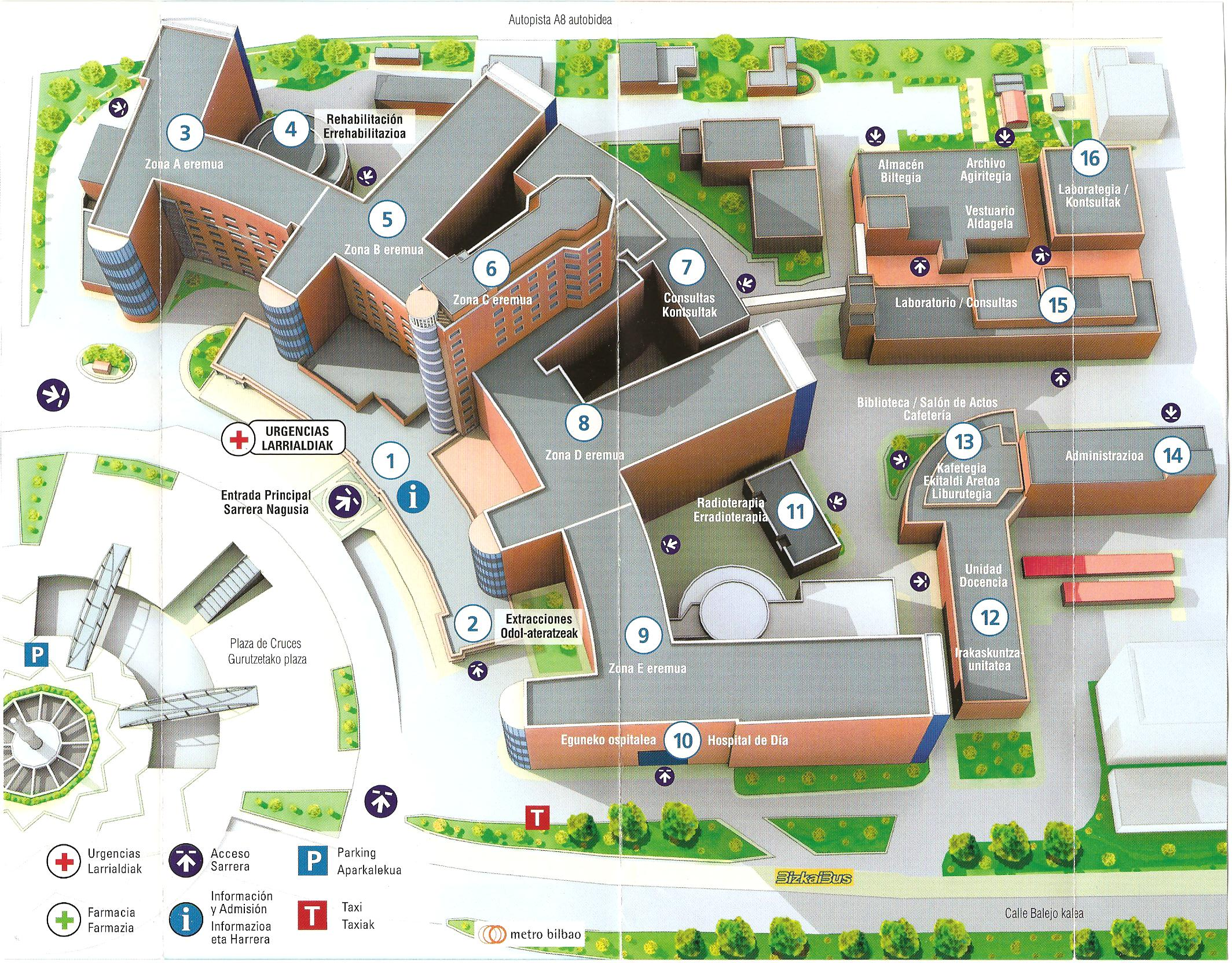
Plano del Hospital de Cruces

| - Alergia - Análisis clínicos - Anatomía patológica - Anestesia Reanimación - Cardiología - Cardiología vascular - Cirugía general - Cirugía maxilofacial - Cirugía plástica - Cirugía torácica - Trasplantes |  | - Dermatología - Endocrinología - Farmacia - Hematología - Hepatogastroenterología - Hospitalización a domicilio - Infecciosos - Medicina intensiva - Medicina interna - Medicina nuclear - Medicina preventiva |  | - Microbiología - Nefrología - Neumología - Neurocirugía - Neurofisiología - Neurología - Nutrición Clínica y Dietética - Obstetricia y Ginecología - Oftalmología - Oncología Radioterápica - Oncología Médica |  | - Ortopedia y Traumatología - Otorrinolaringología - Pediatría - Psiquiatría - Radiología - Rehabilitación - Reumatología - Unidad coronaria - Urgencias Médico-Quirúrgicas - Urgencias de pediatría - Urología |

## Accesos

### Puertas
Hay 3 puertas de entrada dirección edificio a plantas, puerta hospital de día, puerta principal y puerta de atrás.
Hay 1 única puerta que destine a urgencias.
Hay 1 única puerta para ir al aérea de rehabilitación.
Hay 1 única puerta para ir al aérea de consultas externas.
1 helipuerto.

### Automóvil
El acceso principal está en la salida del punto kilométrico 120 con la indicación de Gurutzeta/Cruces (Hospital) de la   Autovía del Cantábrico (Irún-Santiago de Compostela) que cruza el distrito y pasa justo al lado de hospital. También se puede acceder por la N-634 San Sebastián-Santiago de Compostela que bordea el distrito y llega al centro el barrio mediante la carretera   BI-4734 . Bajo la plaza situada frente al Hospital existe un aparcamiento de pago y el barrio cuenta además con varias zonas de aparcamiento que permiten estancias de medio día.

### Metro
El Hospital cuenta con una estación de Metro Bilbao situada en la Línea  llamada Gurutzeta/Cruces. La salida se encuentra situada en la plaza que preside el edificio sanitario.

### Autobús
Existe un gran abanico de líneas de autobuses. Las líneas con parada en el Hospital son:
| - Kbus - L1H (sentido horario) y L1AH (sentido antihorario) - Bizkaibus - A2326 Baracaldo - UPV/EHU - A3129 Luchana - Cruces - Santurce - A3136 Bilbao - Cruces - Baracaldo (por Retuerto) - A3141 Cruces - Bagatza - Funicular de Trápaga - A3144 Bilbao - Cruces - Baracaldo (por Ugarte) - A3336 Musques - Bilbao (por Ortuella) - A3337 Musques - Bilbao (por N-634) - A3471 Guecho - Cruces (por Fadura) - A3472 Guecho - Cruces (desde Las Arenas) - A3522 Munguía - Derio - Cruces - IRB Castro - Bilbao - Castro Urdiales(por N-634) - Cruces - Castro Urdiales(por autopista) |